# Ostrykiwka
Ostrykiwka (ukrainisch Остриківка; russisch Остриковка Ostrikowka) ist ein Dorf im Zentrum der ukrainischen Oblast Saporischschja mit etwa 1000 Einwohnern (2001).
Das 1842 gegründete Dorf liegt im Rajon Polohy an der Territorialstraße T–08–13 15 km östlich vom ehemaligen Rajonzentrum Tokmak und 110 km südöstlich vom Oblastzentrum Saporischschja. Ostrykiwka befindet sich am Ufer der Tokmak (Токмак), dem größten Nebenfluss der Molotschna.
Am 12. Juni 2020 wurde das Dorf ein Teil der neugegründeten Stadtgemeinde Tokmak, bis dahin bildete es zusammen mit den Dörfern Fabrytschne (Фабричне), Iwaniwka (Іванівка), Luhiwka (Лугівка), Snihuriwka (Снігурівка), Trudowe (Трудове) und Uroschajne (Урожайне) die gleichnamige Landratsgemeinde Ostrykiwka (Остриківська сільська рада/Ostrykiwska silska rada) im Osten des Rajons Tokmak.
Seit dem 17. Juli 2020 ist sie ein Teil des Rajons Polohy.

## Liebenau
Der Ortsteil geht auf eine russlandmennonitische Ansiedlung zurück und wurde 1823 gegründet. Die erste Siedlergruppe bestand aus neun friesischen Familien und elf Familien, die bereits früher an die Molotschna gekommen waren. Der Ortsname soll entstanden sein, als die regionale Verwaltung den Siedlern den Platz für das zu gründende Dorf in der lieblichen Aue gezeigt hatte. Die Dorfstraße folgte wie üblich dem Fluss, und in der Mitte des Dorfes wurde die Schule angelegt. 1869 gab es hier 20 Vollwirtschaften und 22 Kleinwirtschaften. 1908 gab es drei Windmühlen, eine Ziegelei und zwei Fabriken für landwirtschaftliche Maschinen. Einige Mennonitenbauten sind erhalten. Eine der Fabriken war die Fabrik Josef Franz, die Futtermühlen herstellte. Auch das Wohnhaus Neufeld ist erhalten, das mit Ornamenten aus Backstein und halbsäulenartiger Fassadengliederung typisch für die Kolonie war.

## Wernersdorf
Der Ort wurde 1824 am Südufer des Tokmak angelegt. Die Dorfstraße folgte dem Fluss. Anfangs siedelten hier 20 Familien, davon sieben aus Westpreußen. Die Familien waren schon 1819 in der Kolonie Molotischna angekommen und verdienten sich Geld für die Ausrüstung. 1869 gab es 29 Vollwirtschaften, zwei Halbwirtschaften und 45 Kleinwirtschaften. 1908 lebten hier 498 Menschen, es gab zwei Windmühlen, zwei Industriewarenhandlungen und eine Poststelle. 1930 wurde das Dorf Teil der Kolchose Nadeschda. 1943 schlossen sich die verbliebenen Dorfbewohner dem Flüchtlingstrek nach Deutschland an.